# Współczynnik zawartości harmonicznych
Współczynnik zawartości harmonicznych (ang. Total Harmonic Distortion, THD) – stosunek wartości skutecznej wyższych harmonicznych sygnału, do wartości skutecznej składowej podstawowej, mierzony dla sygnału sinusoidalnego:
{\displaystyle {\text{THD}}={\frac {\sqrt {\sum \limits _{k=2}^{n}~U_{k}^{2}}}{U_{1}}},}
gdzie:
{\displaystyle U_{1}} – skuteczna wartość napięcia składowej podstawowej,
{\displaystyle U_{k}} – skuteczna wartość napięcia k-tej harmonicznej.
Współczynnik zawartości harmonicznych często podaje się w procentach.
Jeśli przebieg zawiera również interharmoniczne, wtedy współczynnik THD oblicza się ze wzoru:
{\displaystyle {\text{THD}}={\frac {\sqrt {U_{RMS}^{2}-U_{1}^{2}}}{U_{1}}},}
gdzie:
{\displaystyle U_{RMS}} – wartość skuteczna wyższych harmonicznych i interharmonicznych.
Określa się też współczynnik THD+N, oznaczający sumę zniekształceń harmonicznych i szumu:
{\displaystyle {\text{THD+N}}={\frac {\sqrt {U_{n}^{2}+\sum \limits _{k=2}^{n}~U_{k}^{2}}}{U_{1}}},}
gdzie:
{\displaystyle U_{n}} – skuteczna wartość napięcia szumu w paśmie pomiaru.

## Metoda pomiaru[1]
Zniekształcenia harmoniczne mierzy się podając do wzmacniacza, umieszczonego w torze pomiarowym, sygnał sinusoidalny o określonej amplitudzie i częstotliwości (np. 1 kHz). Widmo wyjściowe obserwuje się za pomocą analizatora widma. Zniekształcenia określa się odnosząc wartości drugiej, trzeciej, czwartej itd. harmonicznej do amplitudy sygnału podstawowego. Ze względu na konstrukcję wzoru wyższe harmoniczne mają pomijalny wpływ na THD, o ile są od 3 do 5 razy mniejsze od największej harmonicznej.

## Poziomy THD w technice audio[1]
- 10% (−20 dB) – taki poziom zniekształceń jest wyraźnie odczuwalny i właściwie dyskwalifikuje urządzenie audio.
- 1% (−40 dB) – poziom akceptowalny w prostych systemach odtwarzania dźwięku, natomiast odczuwalny w systemach hi-fi przez słuchaczy o wyrobionym słuchu muzycznym.
- 0,1% (−60 dB) – poziom ogólnie akceptowany z wyjątkiem wysokiej klasy systemów hi-fi.
- 0,01% (−80 dB) – poziom reprezentatywny dla sprzętu hi-fi wysokiej klasy (np. tunerów radiowych FM).
- 0,001% (−100 dB) – poziom spotykany w odtwarzaczach CD oraz dobrej klasy wzmacniaczach mocy, przedwzmacniaczach.
- 0,0001% (−120 dB) – poziom zbliżony do najniższych poziomów audio możliwych obecnie do zmierzenia w najkorzystniejszych warunkach.